# Eparchia Pani z Nareku w Glendale
Eparchia Pani z Nareku w Glendale (ang. Eparchy of Our Lady of Nareg in Glendale; łac. Eparchia Dominae Nostrae Naregensis) – eparchia Kościoła katolickiego obrządku ormiańskiego, obejmująca wszystkich wiernych tego obrządku w Stanach Zjednoczonych i w Kanadzie. Została ustanowiona w 1981 jako egzarchat apostolski Stanów Zjednoczonych Ameryki i Kanady. W 2005 administratura została podniesiona do rangi eparchii i uzyskała nazwę Eparchia Pani z Nareku w Nowym Jorku. Siedzibą eparchy był Nowy Jork, a ściślej Brooklyn. 29 grudnia 2014 siedziba eparchy przeniesiona została do Glendale, zmieniono również nazwę eparchii.

## Ordynariusze
- Mikail Nersès Sétian (1981 – 1993)
- Hovhannes Tertsakian CAM (1995 – 2000)
- Manuel Batakian ICPB (2000 – 2011)
- Mikaël Antoine Mouradian ICPB (od 2011)

## Biskupi pomocniczy
- Parsegh Baghdassarian (od 2024)